# Exploração sexual de menor
Exploração sexual de menor é o meio pelo qual o indivíduo obtém lucro financeiro por conta da prostituição de uma criança, seja em troca de favores sexuais, incentivo à prostituição, turismo sexual, ou rufianismo. 

## Exploração sexual comercial de crianças
Exploração sexual comercial de crianças constitui uma forma de coerção e violência contra crianças e adolescentes correspondendo a trabalho forçado e formas contemporâneas de escravidão.
A declaração do Congresso Mundial contra a Exploração Sexual Comercial de Crianças, realizada em Estocolmo em 1996, definiu a exploração sexual como:
Abuso sexual por adultos e a remuneração em dinheiro ou em espécie à criança ou uma terceira pessoa ou pessoas. A criança é tratada como um objeto sexual e como um objeto comercial.
Inclui a prostituição de crianças: pornografia infantil, o turismo sexual infantil e outras formas de sexo comercial onde uma criança se engaja em atividades sexuais que têm necessidades essenciais satisfeitas, tais como comida, abrigo ou acesso à educação. Ele inclui as formas de sexo comercial, onde o abuso sexual de crianças não é interrompido ou relatado por membros da família, devido aos benefícios obtidos pelo agregado familiar do agressor. Também inclui, potencialmente, casamentos arranjados com crianças com idade inferior a 18 anos, onde a criança não tem livremente consentido o casamento e onde a criança é abusada sexualmente.

## Formas de exploração sexual
A prostituição de crianças e adolescentes de idade inferior a 18 anos, a pornografia infantil e (muitas vezes relacionados) venda e tráfico de crianças são muitas vezes consideradas como crimes de violência contra crianças. Eles são considerados como formas de economia de exploração semelhante ao trabalho forçado ou escravidão. Tais crianças frequentemente sofrem danos irreparáveis à sua saúde física e mental. Elas enfrentam a gravidez precoce e o risco de doenças sexualmente transmissíveis, especialmente a AIDS.
O tráfico de crianças às vezes se sobre põem. Por um lado, as crianças que são traficadas são frequentemente vítimas de tráfico para fins lucrativos. No entanto, nem todas as crianças traficadas são vítimas de tráfico para esses fins. Além disso, mesmo se algumas das crianças traficadas para outras formas de trabalho são posteriormente abusados sexualmente no trabalho, isso não constitui necessariamente exploração sexual. Por outro lado, de acordo com a Proteção de Vitimas de Trafico, a definição de formas graves de tráfico de pessoas inclui qualquer ato sexual comercial realizada por uma pessoa sob a idade de 18 anos. Isso significa que qualquer menor que é comercialmente explorado sexualmente é definida como uma vítima do tráfico. Também faz parte, mas de forma distinta, abuso infantil, ou mesmo de abuso sexual infantil. Estupro de crianças, por exemplo, costumam constituir exploração sexual e violência doméstica.
Embora Exploração Sexual de Crianças seja considerado trabalho infantil, e certamente uma das piores formas de trabalho infantil, em termos de convenções internacionais, legislação, política e em termos programáticos, é muitas vezes tratada como uma forma de abuso ou crime.

## Causas
É difícil identificar causas específicas para a exploração sexual comercial de crianças devido às questões subjacentes presentes na exploração sexual como um todo, como o sigilo e os atos ocultos praticados no crime organizado. Devido à complexidade da exploração sexual comercial, governos e organizações entendem pouco sobre suas causas; entretanto, há fatores que podem influenciar sua prevalência.

### Pobreza
"Mais de 35% da população mundial vive com menos de US$2,00 por dia", e cerca de 2,5 bilhões de pessoas estão em risco de tráfico de pessoas. Os pais recebem a promessa, por parte dos traficantes, de que seus filhos serão educados ou adequadamente nutridos, ou ainda que poderá haver uma transação monetária entre o predador sexual e os pais. Alguns trocam seus filhos por dinheiro para quitar dívidas. Por falta de informação, muitos pais que vivem na pobreza desconhecem os perigos da exploração comercial e enxergam nela uma chance para uma vida melhor para seu filho.

### Falta de educação
Escolas oferecem proteção e estabilidade, permitindo o aprendizado de habilidades para a vida e o desenvolvimento da autoconfiança. Quando isso não acontece, as crianças ficam mais vulneráveis ao tráfico. A escassez de recursos em escolas de áreas de baixa renda dificulta o engajamento dos alunos, levando ao desistência escolar. Sem educação e estabilidade financeira, as crianças podem ser atraídas para a exploração sexual comercial.

### Corrupção nas forças de segurança
Estudos que correlacionam a corrupção na aplicação da lei e no governo mostram forte relação com a exploração sexual comercial, especialmente o tráfico de pessoas. Contudo, realizar pesquisas nessa área é quase impossível devido a desafios, como a escassez de informações sobre corrupção nas sociedades.

### Aspectos culturais e de gênero
Muitas culturas e governos possuem visões parciais quanto ao valor do homem em relação à mulher. Por exemplo, em sociedades chinesa e cambodiana acredita-se que "ter relações sexuais com virgens rejuvenesce um homem". Essa crença aumenta a demanda por meninas menores de idade no mercado da prostituição ou tráfico. Crianças pertencentes a minorias culturais também sofrem discriminação, o que resulta em um número desproporcional de vítimas da exploração sexual comercial.

## Perigos e consequências
Seja na pornografia, em bordéis ou no tráfico, as crianças estão sujeitas a infecções sexualmente transmissíveis, violência física e deterioração psicológica. Pesquisas indicam que "cinquenta a noventa por cento das crianças em bordéis no Sudeste Asiático estão infectadas com HIV". Muitas vezes, ao serem introduzidas na indústria do sexo, as crianças são espancadas e estupradas até se tornarem tão fragilizadas que deixam de tentar escapar. Os riscos físicos incluem infertilidade, câncer do colo do útero, agressões e, por vezes, assassinato. A gravidez também é um risco, pois, ao serem diagnosticadas com HIV ou AIDS, as meninas são expulsas dos bordéis sem abrigo. Muitas crianças "quebram a ligação consciente entre mente e corpo" para sobreviver a essas situações (Bales 221), o que pode fazê-las se enxergarem apenas como "prostitutas" e desenvolver pensamentos suicidas. Outros riscos psicológicos incluem distúrbios do sono, da alimentação, perturbações na identidade sexual, histeria e até raiva homicida.
Além dos perigos físicos e psicológicos, há o receio da lei. Muitas meninas e mulheres são traficadas ilegalmente através das fronteiras. Se conseguem escapar do bordel ou do cafetão, rapidamente chamam a atenção das autoridades e, por não possuírem a documentação adequada, são detidas. Quando mantidas em cárceres locais, sofrem mais abusos e exploração pela polícia. A exploração de crianças traz riscos múltiplos, já que elas são as pessoas mais vulneráveis e devem ser cuidadosamente protegidas. Abuso não se resume apenas a agressões físicas – cortes e contusões – mas também abrange abuso sexual, emocional e negligência.
O uso de crianças na pornografia infantil pode causar danos psicológicos, emocionais e físicos duradouros. Esses efeitos podem incluir flashbacks e transtorno de estresse pós-traumático, levando a uma depressão profunda. O abuso sexual pode resultar em automutilação, uso de substâncias, distúrbios alimentares, gravidez, problemas de sono, suicídio e diversas infecções sexualmente transmissíveis (ISTs). Nenhuma criança deveria sofrer abuso sexual, mas, por sua inocência, são forçadas a lidar com situações traumáticas e seus sintomas.

## Prevalência
Embora seja impossível conhecer a verdadeira extensão do problema, dada a sua natureza clandestina,  a Organização Internacional do Trabalho (OIT), desenvolveu uma pesquisa para a estimativa do ano 2003, foram 1,8 milhões de crianças exploradas na prostituição ou pornografia em todo o mundo.
A Pesquisa de Avaliação Rápida, desenvolvido pela OIT Programa Internacional para a Eliminação do Trabalho Infantil (IPEC) e UNICEF, conta com entrevistas e, principalmente, qualitativa e outras técnicas para fornecer uma imagem de uma atividade específica em uma área geográfica limitada.  É uma ferramenta muito útil para coletar informações sobre as piores formas de trabalho infantil, como Exploração sexual comercial Infantil.
Conhecimentos gerais oferecidos a uma criança pode diminuir a probabilidade da criança ser explorada na prostituição ou pornografia. Atividades de sensibilização para mudar as atitudes sobre a prostituição infantil, e um sistema de vigilância para evitar que crianças sejam coagidas à prostituição. "

## Estatísticas
1. pesquisas anteriores indicam que entre 30 a 35 por cento de todas as prostitutas do Mekong sub-região da Ásia estão entre 12 e 17 anos de idade.
2. Tailândia's Health System Research Institute relata que as crianças na prostituição constituem 40% das prostitutas na Tailândia.

United Nations Children's Fund a (UNICEF) e o Fundo de População das Nações Unidas (UNFPA) estima que 2 milhões de crianças são exploradas na prostituição ou pornografia a cada ano. 
Estima-se que 12 mil nepaleses crianças, principalmente meninas, são vítimas de tráfico para exploração sexual e comercial de cada ano, no Nepal ou para bordéis na Índia e outros países. 
Cerca de 84% das meninas entrevistadas em prostituição na Tanzânia relatou ter sido espancada, estuprada ou torturados por policiais e sungu sungu (guardas da comunidade local). Pelo menos 60% não tinham lugar permanente para viver. Algumas dessas meninas começou como criança os trabalhadores domésticos . 
A UNICEF estima que existem 60 mil crianças prostitutas, nas Filipinas, e muitos dos 200 prostíbulos no famoso Angeles City para crianças oferecem sexo. [8]
1. Em El Salvador , um terço das crianças exploradas sexualmente entre 14 e 17 anos são meninos. A idade média para entrar para a prostituição entre todas as crianças entrevistadas foi de 13 anos. Eles trabalhavam em média, cinco dias por semana, embora quase 10% relataram que trabalhou sete dias por semana.
2. No Vietnã, a pobreza da família, a educação familiar baixa e disfunção familiar foram consideradas as principais causas para a EC. Dezasseis por cento das crianças entrevistadas eram analfabetas, 38% tinham apenas o ensino de nível primário. Sessenta e seis por cento disseram que a escola e as propinas foram além dos meios de suas famílias.
3. No Sri Lanka, as crianças muitas vezes se tornam a presa de exploradores sexuais através de amigos e parentes. A prevalência de meninos na prostituição aqui está fortemente relacionada ao turismo estrangeiro.

## Tipos

### Prostituição
Estima-se que de 1 a 2 milhões de menores sejam explorados sexualmente por meio da prostituição a cada ano. A maioria das crianças nos Estados Unidos entra na indústria da prostituição entre 12 e 14 anos. Normalmente, elas são "traficadas por alguém que conhecem, como um amigo, parente ou parceiro romântico".

### Turismo sexual infantil
O turismo sexual infantil envolve predadores que viajam de seu país de origem para outro país a fim de se envolver em relações sexuais com uma criança traficada. A crescente mobilidade e o turismo aumentaram o acesso dos traficantes a crianças de outros países, que muitas vezes são exploradas em nações com leis fracas contra a child prostitution, corrupção no governo, altos índices de pobreza e outros fatores.

### Pornografia
A pornografia infantil é a "representação de uma criança envolvida em atividades sexuais explícitas ou qualquer representação das partes sexuais de uma criança para fins predominantemente sexuais", seja na vida real ou simulada. As representações podem assumir diversas formas, como fotografias, fitas de áudio e, principalmente, vídeos que mostram crianças realizando atos sexuais com objetos, adultos ou até mesmo outras crianças. Nessas situações, as crianças sofrem exploração, abuso sexual, pedofilia e, em casos extremos, assassinato. A pornografia é frequentemente utilizada como porta de entrada para o sex trade, com muitos cafetões forçando crianças a participar como forma de condicionamento, para depois usarem o material como meio de chantagem e extorsão. A produção, posse e distribuição de pornografia infantil são proibidas pela lei e punidas severamente, pois envolvem atos graves de abuso sexual e exploração infantil. Indivíduos que exploram crianças conectam-se em redes na internet para vender, compartilhar e trocar esse material.
|                         | Internacional | Nacional | Regional | Local |
| ----------------------- | --- | --- | --- | --- |
| Formato de produção     | Tecnologia de ponta em equipamentos audiovisuais, desenvolvimento e processos de reprodução em massa. | Essencialmente o mesmo que no internacional. | Estúdios e laboratórios privados com material de menor qualidade.                                                                                | Qualidade inferior, utilizando tecnologia de varejo (câmeras instantâneas, fotocópias). Compra ou troca direta, correio.                       |
| Métodos de distribuição | Correio, transportadora, venda direta. | Livrarias de material adulto, correio (comercial e dos Correios), venda direta.                                                                 | Correio (comercial, EUA), compra ou troca direta, livrarias de material adulto.                                                                  | Compra ou troca direta, correio. |
| Produtores              | Redes de tráfico, empreendedores e fotógrafos freelancers. | Crime organizado e pornógrafos freelancers. | Principalmente pornógrafos freelancers, com alguns trabalhos contratados por cafetões ou pedófilos locais.                                       | Pedófilos, redes de tráfico e cafetões da comunidade.                                                                                          |
| Técnicas de evasão      | Locais móveis de produção e desenvolvimento, identidades falsas, envios disfarçados em massa. | Uso de intermediários para organizar compras rotineiras, formulários de autorização dos pais e locais móveis de produção.                       | Identidades e localizações transitórias, rápida substituição das crianças modelos e formulários de autorização dos pais.                         | Vítimas coagidas ou chantageadas; a mobilidade e a boa reputação do infrator protegem-no de suspeitas.                                         |
| Status                  | Ainda disponível, com ênfase no uso de jovens do Terceiro Mundo como modelos; intervenções periódicas de autoridades estrangeiras e federais dos EUA impedem a erradicação definitiva da produção e distribuição. | Resiliente, mesmo com leis federais rigorosas e interrupções ocasionais. Revendido em países vizinhos e exportado para a Ásia, Europa e África. | Difícil de interceptar de forma proativa. Cafetões e pornógrafos usam crianças abusadas como modelos. Pode aparecer em publicações estrangeiras. | A pornografia produzida localmente é a base da subcultura pedofílica; normalmente descoberta em buscas policiais ou por investigações postais. |

### Abuso sexual em transmissão ao vivo
O surgimento dessas comunidades online facilitou a comunicação entre infratores locais, que se conectam e normalizam seu interesse por crianças, dessensibilizando-se quanto aos danos físicos e psicológicos e compartilhando informações de forma anônima, sem receio de serem descobertos. O avanço tecnológico levou os traficantes a adotar e adaptar novas capacidades online para explorar vítimas e criar oportunidades de mercado. O crescimento da internet permite aos traficantes aumentar seus lucros, como quando traficantes de cibersexo compartilham uma vítima com outros compradores, ampliando a base de clientes, e utilizam plataformas virtuais para evitar a necessidade de transportar vítimas ou manter um local físico.

## Prevenção

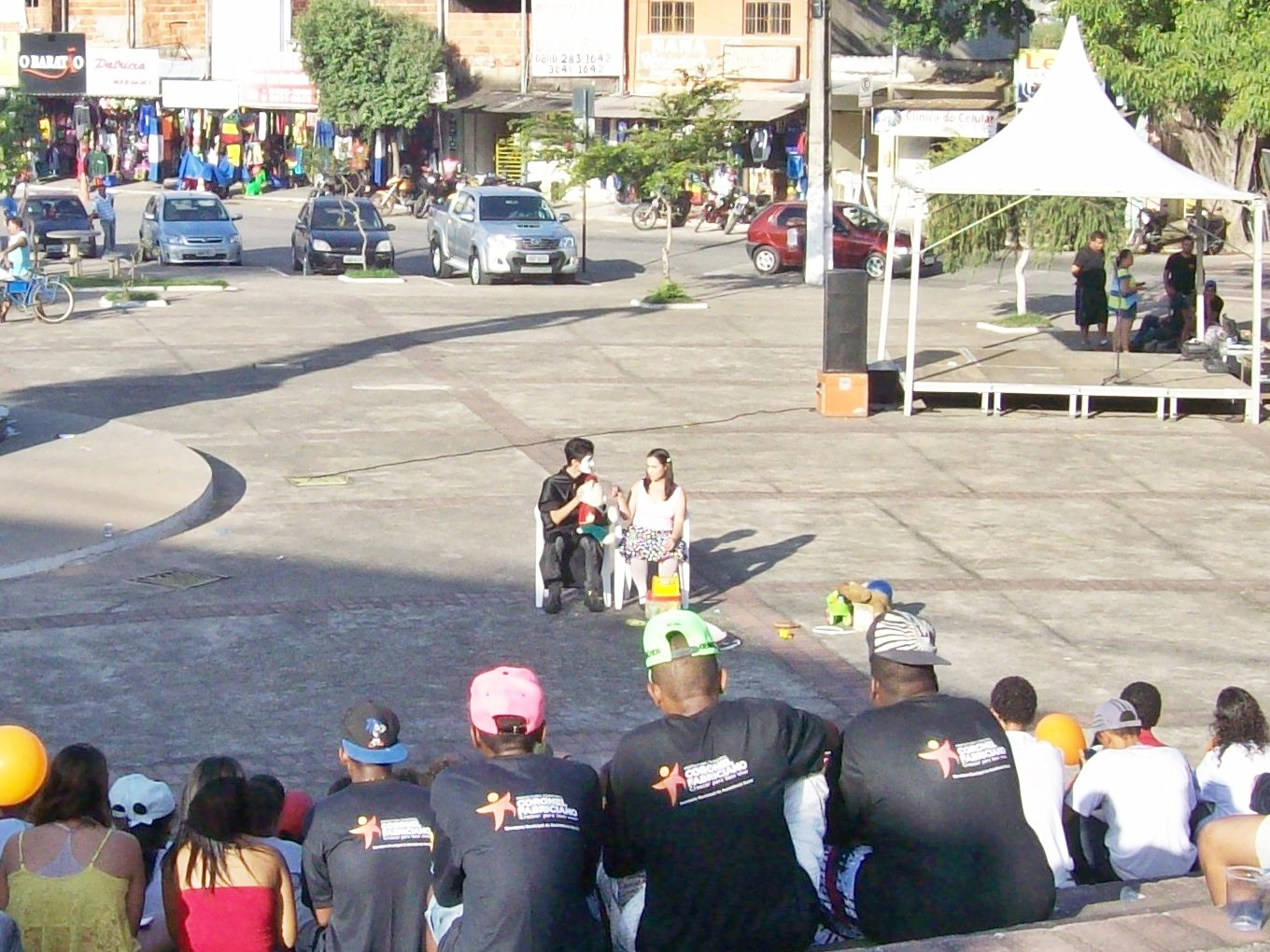
Teatro sobre violência sexual contra menores em Coronel Fabriciano, Brasil

### Educação
Uma das diversas formas de ajudar na prevenção da exploração sexual comercial de crianças é por meio da educação. O Protocolo mencionado anteriormente exige que seus membros adotem medidas preventivas contra a exploração sexual infantil; entre essas medidas está a orientação do público, especialmente das famílias, sobre os perigos do turismo sexual e do tráfico. World Vision é uma das líderes na criação dessas oportunidades educacionais para meninas. Outros esforços envolvem capacitar policiais, profissionais da saúde e do ensino para identificar vítimas de exploração sexual comercial de crianças e agir adequadamente, além de informar possíveis vítimas sobre as táticas usadas por recrutadores para atingir indivíduos em risco.
Diversas organizações se empenham conscientemente para contribuir com a prevenção da exploração sexual comercial de crianças. Por exemplo, a We Are Pact possui três iniciativas educacionais que incentivam ativamente diferentes pessoas a colaborar na prevenção. Essas iniciativas incluem o Programa Y-ACT, o Programa de Prevenção de CSAM, e o Instituto de Treinamento PACT.
O Programa Y-ACT reúne uma série de oficinas que abordam temas como o tráfico de crianças, relacionamentos saudáveis, identidades virtuais seguras e a comunidade como recurso. Ele oferece oficinas avulsas e em série, adaptadas às necessidades dos participantes em termos de duração, currículo e faixas etárias, com foco em criar um ambiente centrado no aluno que promova segurança, empoderamento e inclusão.
O Programa de Prevenção de CSAM cria um espaço seguro para que os pais aprendam a identificar sinais de alerta do tráfico e da exploração, abordando temas como segurança online, condução de diálogos com os jovens e o uso de recursos comunitários, com programas gratuitos disponíveis em inglês e espanhol.
O Instituto de Treinamento PACT oferece capacitação para profissionais que trabalham com crianças sobre o tráfico de pessoas, abordando sinais de alerta e procedimentos a adotar quando surgirem suspeitas, com o objetivo de preparar a equipe para lidar com questões complexas e criar ambientes onde as crianças se sintam seguras para buscar ajuda.
Outro esforço significativo na prevenção da exploração sexual comercial de crianças é o programa Interdição para a Proteção das Crianças, que emprega táticas de policiamento proativo com o intuito de prevenir crimes, focando no resgate de vítimas de abuso e exploração sexual infantil, bem como na proteção de crianças em situação de risco. O programa também realiza investigações para identificar infratores e indivíduos que representem alto risco para as crianças, além de coletar informações sobre metodologias utilizadas pelos criminosos para orientar futuras ações das autoridades.

#### Contribuições dos Pais
A prevenção começa com ensinamentos precoces durante a infância. As crianças precisam conhecer sua autonomia corporal, algo que os pais podem ensinar desde cedo. "A autonomia corporal começa com ensinamentos simples que você pode transmitir ao seu filho, iniciando na primeira infância e reafirmando essas lições conforme ele cresce."
Há várias maneiras de iniciar e reforçar esses ensinamentos à medida que a criança cresce. Por exemplo, os pais podem ensinar os nomes das diferentes partes do corpo, ressaltando que é normal e saudável discutir esse assunto abertamente. Também podem ensinar a importância de dizer "não" sempre que se encontrarem em situações desconfortáveis. Por fim, é essencial que os pais enfatizem que segredos "devem sempre ser compartilhados com um adulto de confiança."

#### Medidas de Segurança
A prevenção pode ser significativamente aprimorada com medidas de segurança, como:
1. Conhecer bem os adultos que fazem parte da vida dos seus filhos. "Qualquer adulto que pareça mais interessado em seus filhos do que você deve levantar um alerta."[26]
2. Saber onde seus filhos estão e com quem estão. "Estabeleça como regra familiar que, se os planos dos seus filhos mudarem, eles devem avisá-lo antes de irem a algum lugar desconhecido."[26]
3. Garantir que as contas de redes sociais dos seus filhos estejam configuradas como privadas.
4. Ensinar seus filhos, quando atingirem a idade adequada, sobre a Linha Nacional de Abuso Sexual, bem como sobre a Linha Nacional de Abuso Infantil, 800.4.A.CHILD (422-4453), e a importância de conhecer esses recursos.

#### Privacidade
A melhor forma de prevenir a exploração sexual comercial de crianças é por meio da privacidade. Impedir que adultos desconhecidos se aproximem de uma criança pode evitar que predadores se aproximem dela. A INHOPE afirma que "muitos predadores percebem a presença dos pais como um risco aumentado de serem detectados."
Atualmente, muitos predadores abordam crianças online aproveitando a sensação de proteção. Configurar as opções de privacidade nos dispositivos e contas de tecnologia dos filhos pode protegê-los do contato com potenciais traficantes. Monitorar as amizades virtuais dos seus filhos e identificar os sinais de uma amizade arriscada pode evitar a exposição à exploração sexual. É fundamental deixar claro para as crianças os danos que a invasão de privacidade pode causar. Muitas delas acabam confusas com a educação sobre privacidade atual, devido à falta de "regras ou ações específicas de privacidade."

## Exploração sexual em geral

### Legislação
A exploração sexual de crianças e adolescentes é crime em quase todos os países do mundo.

### Brasil
No Brasil, a exploração sexual de crianças e adolescentes é crime previsto no artigo 244-A do Estatuto da Criança e do Adolescente. Quem cometer o crime está sujeito a pena de 4 a 10 anos de reclusão, além da multa.

### Portugal
A produção ou distribuição pornografia de menores é punível com 1 a 5 anos, agravados até 8 anos no caso de haver intenção lucrativa, a posse é punível com 1 ano de prisão.
O lenocínio de menores é punível até 10 anos.